# Maksim Rudomietkin
Maksim Gawriłowicz Rudomietkin (ur. 1818, zm. 1877) – rosyjski reformator religijny, przywódca mołokańskiej grupy religijnej „Nowych Izraelitów”, znany jako „Król Siedmiu Świętych Duchów".
Pochodził z miasta Ałgasow w guberni tambowskiej. W 1826 jego rodzina porzuciła wiarę prawosławną, stała się mołokanami i osiedliła we wsi Nikitino w guberni erywańskiej. Rudomietkin rozpoczął działalność misyjną. W 1833 podczas domniemanych „zstąpień Ducha Świętego” wyłoniła się spośród mołokanów grupa zwolenników Rudomietkina, zwana „Skaczącymi” lub „Nowymi Izraelitami”, która mnożyła „cuda” i „objawienia”. We wrześniu 1858 był zesłany do Klasztoru Sołowieckiego z powodu wygłaszania kazań przeciwko carowi i prawosławiu. Następnie zesłano go do klasztoru w Suzdalu, gdzie pozostał 9 lat i gdzie przypuszczalnie został zakatowany na śmierć (dożywotnie więzienie i tortury były w carskiej Rosji zwyczajową karą dla „heretyków”). W więzieniu napisał wiele pism religijnych, które w miniaturowych rękopisach (na bibułkach o wymiarach 4 na 3,5 cm) były przemycane na zewnątrz. Na początku XX w. te rękopisy zostały zebrane i wydane jako książka pt. Duch i Życie, Księga Słońca (Духъ И Жизня, Книга Солнца), uznana przez część mołokanów - zwolenników Rudomietkina, zwanych od jego imienia „Maksymistami”, za „świętą księgę”. W tej księdze Rudomietkin zawarł szereg proroctw, m.in. to, że nigdy nie umrze. Podczas nabożeństw „Maksymistów” na stole zwanym priestoł (престолъ) kładzione są trzy księgi: Biblia z apokryfami, Nowy Testament i dzieło Rudomietkina „Duch i Życie”. 
Zwolennicy Rudomietkina wierzą, iż nie umarł, lecz wstąpił do nieba. Opowiadają legendę, według której po „pozornej śmierci" Rudomietkina jego najstarszy syn z przyjacielem przybyli, aby zobaczyć jego grób, ponieważ nie wierzyli w śmierć Rudomietkina. Strażnik pokazał im stary i zniszczony grób. Na pytanie, dlaczego pokazuje stary grób, gdy Rudomietkina pochowano przecież niedawno, strażnik odpowiedział, że „Szukacie żyjącego wśród zmarłych".